# Daniel W. Bradley
Daniel W. Bradley (* 13. Juli 1941 in Palo Alto, Kalifornien) ist ein US-amerikanischer Virologe, bekannt für Forschungen zu Hepatitis-Viren.
Bradley studierte am San Jose State College (Bachelor 1964) und wurde 1970 an der University of Arizona in Tucson promoviert. Er war ab 1971 bei den Centers for Disease Control, zunächst in Phoenix (Arizona), später in Atlanta, wo er die Hepatitis Abteilung leitete. Er war bis 1994 beim CDC.
Er isolierte Anfang der 1980er Jahre eine gereinigte Form des Hepatitis-C-Virus (damals noch Hepatitis Non A Non B) in Schimpansen-Serum. Das führte (ab 1982) zu einer Zusammenarbeit mit der Firma Chiron Corporation (wo unter anderem Michael Houghton war), wo ein Hepatitis-C-Test entwickelt wurde, der ab Anfang der 1990er Jahre die Identifizierung von Hepatitis-C-positiven Proben auch bei Blut-Transfusionen ermöglichte. Der Hepatitis-C-Virus ist Verursacher von chronischer Leberzirrhose und auch von Leberkrebs.
Über Patent- und Entschädigungsfragen kam es in den 1990er Jahren zum Rechtsstreit zwischen Bradley und Chiron.
1988 gelang ihm auch die molekulare Charakterisierung des Hepatitis-E-Virus.
1993 erhielt er den Robert-Koch-Preis mit Houghton (und Hans-Georg Rammensee) und 1992 den Karl Landsteiner Memorial Award der AABB, 2013 den Canada Gairdner International Award.